# 尖齒狗母魚
尖齒狗母魚，為輻鰭魚綱仙女魚目合齒魚亞目合齒魚科的其中一種，分布於印度西太平洋區，包括斯里蘭卡、新幾內亞、澳洲等海域，棲息深度12-30公尺，體長可達26公分，為底棲性魚類，屬肉食性，生活習性不明，可作為食用魚。